# Филиппов, Павел Сергеевич
Павел Сергеевич Филиппов — советский хозяйственный и государственный деятель, лауреат Государственной премии СССР за выдающиеся достижения в труде.

## Биография
Родился в 1931 году в Ижевске. Член КПСС.
В 1947—1954 годах — токарь Ижевского мотозавода, в 1954—1958 годах — военнослужащий Советской армии, в 1958—1991 годах — вновь токарь Ижевского мотозавода.
За высокую эффективность и качество работы на основе совершенствования техники и технологии производства был в составе коллектива удостоен Государственной премии СССР за выдающиеся достижения в труде 1980 года.
Жил в Ижевске.

## Награды
- Орден Трудового Красного Знамени (1974)